# 刘林芽
刘林芽（1973年11月—），男，汉族，江西樟树人，中华人民共和国政治人物。现任华东交通大学副校长，教授，博士生导师。第十四届全国政协委员。